# Campionati del mondo di atletica leggera 2015 - 100 metri ostacoli
La gara dei 100 metri ostacoli femminile dei Campionati del mondo di atletica leggera 2015 si è svolta tra il 27 e il 28 agosto.

## Podio
| Pos.    | Atleta            | Nazionalità | Misura |
| ------- | ----------------- | ----------- | ------ |
| Oro     | Danielle Williams | Giamaica    | 12.57  |
| Argento | Cindy Roleder     | Germania    | 12.59  |
| Bronzo  | Alina Talaj       | Bielorussia | 12.66  |

## Situazione pre-gara

### Record
Prima di questa competizione, il record del mondo e il record dei campionati erano i seguenti.
| Record                | Prestazione | Atleta                    | Data                                  | Competizione              |
| --------------------- | ----------- | ------------------------- | ------------------------------------- | ------------------------- |
| Record mondiale       | 12"21       | Jordanka Donkova Bulgaria | 20 agosto 1988 Stara Zagora, Bulgaria |                           |
| Record dei campionati | 12"28       | Sally Pearson Australia   | 3 settembre 2011 Taegu, Corea del Sud | Campionati del mondo 2011 |

### Campionesse in carica
Le campionesse in carica, a livello mondiale e continentale, erano:
| Campionessa | Atleta                      | Prestazione | Data                              | Competizione               |
| ----------- | --------------------------- | ----------- | --------------------------------- | -------------------------- |
| Olimpico    | Sally Pearson Australia     | 12"35       | 7 agosto 2012 Londra, Regno Unito | Giochi della XXX Olimpiade |
| Mondiale    | Brianna Rollins Stati Uniti | 12"44       | 17 agosto 2013 Mosca, Russia      | Mondiali 2013              |

### La stagione
Prima di questa gara, le atlete con le migliori tre prestazioni dell'anno erano:
| Pos. | Atleta                         | Prestazione | Data                               |
| ---- | ------------------------------ | ----------- | ---------------------------------- |
| 1    | Sharika Nelvis Stati Uniti     | 12"34       | 26 giugno 2015 Eugene, Stati Uniti |
| 2    | Jasmin Stowers Stati Uniti     | 12"35       | 15 maggio 2015 Doha, Qatar         |
| 3    | Dawn Harper-Nelson Stati Uniti | 12"48       | 26 giugno 2015 Eugene, Stati Uniti |

## Risultati

### Qualificazioni
I 4 migliori tempi di ogni batteria (Q) e i successivi migliori 4 tempi (q) si qualificano per la semifinale.
| Pos. | Batteria | Nome                  | Nazionalità     | Tempo | Note |
| ---- | -------- | --------------------- | --------------- | ----- | ---- |
| 1    | 4        | Brianna Rollins       | Stati Uniti     | 12.67 | Q    |
| 2    | 5        | Tiffany Porter        | Regno Unito     | 12.73 | Q    |
| 3    | 1        | Danielle Williams     | Giamaica        | 12.77 | Q    |
| 4    | 4        | Shermaine Williams    | Giamaica        | 12.78 | Q,   |
| 5    | 3        | Dawn Harper-Nelson    | Stati Uniti     | 12.79 | Q    |
| 6    | 2        | Cindy Roleder         | Germania        | 12.86 | Q,   |
| 6    | 5        | Nikkita Holder        | Canada          | 12.86 | Q    |
| 8    | 5        | Alina Talaj           | Bielorussia     | 12.87 | Q    |
| 9    | 3        | Kierre Beckles        | Barbados        | 12.88 | Q,   |
| 9    | 4        | Andrea Ivančević      | Croazia         | 12.88 | Q    |
| 11   | 1        | Kendra Harrison       | Stati Uniti     | 12.90 | Q    |
| 11   | 3        | Anne Zagré            | Belgio          | 12.90 | Q    |
| 13   | 2        | Sharika Nelvis        | Stati Uniti     | 12.93 | Q    |
| 13   | 2        | Noemi Zbären          | Svizzera        | 12.93 | Q    |
| 15   | 1        | Isabelle Pedersen     | Norvegia        | 12.96 | Q    |
| 16   | 4        | Cindy Ofili           | Regno Unito     | 12.97 | Q    |
| 17   | 3        | Michelle Jenneke      | Australia       | 13.02 | Q    |
| 18   | 4        | Phylicia George       | Canada          | 13.03 | q    |
| 19   | 3        | Beate Schrott         | Austria         | 13.04 | q    |
| 20   | 2        | Karolina Kołeczek     | Polonia         | 13.05 | Q    |
| 21   | 2        | Nina Morozova         | Russia          | 13.06 | q    |
| 22   | 5        | Wu Shujiao            | Cina            | 13.09 | Q    |
| 23   | 3        | Kimberly Laing        | Giamaica        | 13.10 | q    |
| 24   | 2        | Nooralotta Neziri     | Finlandia       | 13.13 |      |
| 25   | 1        | Yekaterina Galitskaya | Russia          | 13.14 | Q    |
| 26   | 1        | Hanna Platitsyna      | Ucraina         | 13.15 |      |
| 27   | 3        | Devynne Charlton      | Bahamas         | 13.16 |      |
| 28   | 1        | Cindy Billaud         | Francia         | 13.23 |      |
| 29   | 5        | Caridad Jerez         | Spagna          | 13.27 |      |
| 30   | 4        | Adelly Santos         | Brasile         | 13.29 |      |
| 31   | 5        | Lindsay Lindley       | Nigeria         | 13.30 |      |
| 32   | 5        | Fabiana Moraes        | Brasile         | 13.35 |      |
| 33   | 1        | Lavonne Idlette       | Rep. Dominicana | 13.70 |      |
| 34   | 2        | Adanaca Brown         | Bahamas         | 13.74 |      |
| 35   | 5        | Ana Camila Pirelli    | Paraguay        | 14.09 |      |
| 36   | 4        | Yvette Lewis          | Panama          | 14.12 |      |
| 37   | 4        | Beatriz Flamenco      | El Salvador     | 14.77 |      |

### Semifinali
I 2 migliori tempi di ogni batteria (Q) e i successivi migliori 2 tempi (q) si qualificano per la semifinale.
| Pos. | Batteria | Nome                  | Nazionalità | Tempo | Note                                     |
| ---- | -------- | --------------------- | ----------- | ----- | ---------------------------------------- |
| 1    | 1        | Danielle Williams     | Giamaica    | 12.58 | Q,                                       |
| 2    | 1        | Sharika Nelvis        | Stati Uniti | 12.59 | Q                                        |
| 3    | 2        | Tiffany Porter        | Regno Unito | 12.62 | Q                                        |
| 4    | 1        | Alina Talaj           | Bielorussia | 12.70 | q,                                       |
| 5    | 3        | Brianna Rollins       | Stati Uniti | 12.71 | Q                                        |
| 6    | 2        | Cindy Roleder         | Germania    | 12.79 | Q,                                       |
| 7    | 2        | Noemi Zbären          | Svizzera    | 12.81 | q                                        |
| 8    | 1        | Isabelle Pedersen     | Norvegia    | 12.86 | Miglior prestazione personale            |
| 8    | 3        | Shermaine Williams    | Giamaica    | 12.86 | Q                                        |
| 10   | 1        | Phylicia George       | Canada      | 12.87 | Miglior prestazione personale stagionale |
| 11   | 3        | Anne Zagré            | Belgio      | 12.88 |                                          |
| 12   | 2        | Kierre Beckles        | Barbados    | 12.90 |                                          |
| 13   | 1        | Cindy Ofili           | Regno Unito | 12.91 |                                          |
| 13   | 3        | Nina Morozova         | Russia      | 12.91 |                                          |
| 15   | 3        | Karolina Kołeczek     | Polonia     | 12.97 |                                          |
| 16   | 2        | Kimberly Laing        | Giamaica    | 13.00 |                                          |
| 16   | 3        | Nikkita Holder        | Canada      | 13.00 |                                          |
| 18   | 2        | Michelle Jenneke      | Australia   | 13.01 |                                          |
| 19   | 3        | Wu Shujiao            | Cina        | 13.06 |                                          |
| 20   | 3        | Andrea Ivančević      | Croazia     | 33.95 |                                          |
|      | 1        | Beate Schrott         | Austria     | dnf   |                                          |
|      | 1        | Dawn Harper-Nelson    | Stati Uniti | dnf   |                                          |
|      | 2        | Yekaterina Galitskaya | Russia      | dnf   |                                          |
|      | 2        | Kendra Harrison       | Stati Uniti | dq    |                                          |

### Finale
| Pos. | Corsia | Nome               | Nazionalità | Tempo | Note                          |
| ---- | ------ | ------------------ | ----------- | ----- | ----------------------------- |
|      | 5      | Danielle Williams  | Giamaica    | 12.57 | Miglior prestazione personale |
|      | 8      | Cindy Roleder      | Germania    | 12.59 | Miglior prestazione personale |
|      | 2      | Alina Talaj        | Bielorussia | 12.66 | Record nazionale              |
| 4    | 4      | Brianna Rollins    | Stati Uniti | 12.67 |                               |
| 5    | 7      | Tiffany Porter     | Regno Unito | 12.68 |                               |
| 6    | 3      | Noemi Zbären       | Svizzera    | 12.95 |                               |
| 7    | 9      | Shermaine Williams | Giamaica    | 12.95 |                               |
| 8    | 6      | Sharika Nelvis     | Stati Uniti | 13.06 |                               |